# Rudolf Ströhlinger
Rudolf Ströhlinger (* 6. Oktober 1865 in Wien; † 7. August 1945 in Borgsdorf) war ein deutsch-österreichischer Gewerkschafter.

## Leben
Ströhlinger stammt aus einer katholischen Familie aus Wien. Gegen Ende der 1880er Jahre kam der gelernte Kellner nach Berlin und trat 1890 der SPD bei. Etwa zur gleichen zeit gründete er den Berliner Gastwirtsgehilfenverein mit, aus dem 1898 der Verband deutscher Gastwirtsgehilfen hervorging. Ströhlinger war hauptamtlicher Kassierer des Vereins, der 1920 mit zwei weiteren Gewerkschaften zum Zentralverband der Hotel-, Restaurant- und Caféangestellten (ZVHCR) fusionierte. 1922 trat er dann in den Vorstand ein und wurde schließlich Vorsitzender sowie  Internationaler Sekretär der Internationalen Organisationen der Lebensmittelarbeiter- und der Hotel- und Restaurantangestellten (IUHCR). Auf den Kongressen des Internationalen Gewerkschaftsbunds vertrat er mehrfach als Delegierter den Allgemeinen Deutschen Gewerkschaftsbund.
Von 1920 bis 1933 war er Mitglied des Vorläufigen Reichswirtschaftsrates (VRWR). 1930 trat er aus Altersgründen aus dem Vorstand der ZVHRC zurück. Sein Nachfolger als Vorsitzender wurde Fritz Saar. Bis zur Auflösung der Gewerkschaften durch die Nationalsozialisten blieb er Mitglied des VRWR und Sekretär der IUHCR. Am 30. Oktober 1933 wurde er wegen des Verdachts der Betätigung im staatsfeindlichen Sinne in Schutzhaft genommen und zwei Wochen im Konzentrationslager Oranienburg inhaftiert. 1935 wurde seine Einbürgerung widerrufen, jedoch gelang es ihm seine Ausbürgerung erfolgreich zu verhindern.
Er zog nach Borgsdorf (Landkreis Niederbarnim) und überlebte den Zweiten Weltkrieg, verstarb jedoch am 17. August 1945 im Alter von 80 Jahren.